# アドルフ・ヒトラーのベジタリアニズム

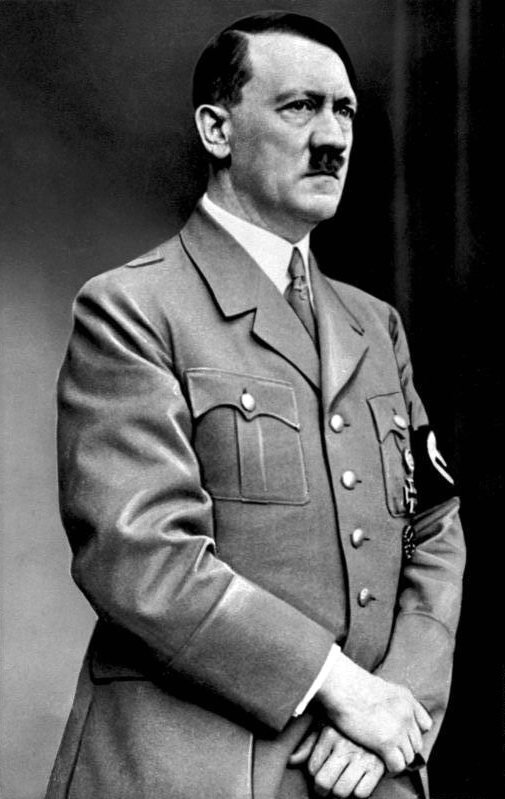
アドルフ・ヒトラー

アドルフ・ヒトラーは、酒を飲まず、煙草も嫌っていただけでなく、ベジタリアンであったとする説がある。リヒャルト・ワーグナーはドイツの未来とベジタリアニズムをむすびつけて歴史を論じているが、ヒトラーの食事もその理論に従っていたという仮説が立てられている。ヒトラーは菜食が個人的な健康問題を解消してくれ、魂の再生をもたらすものだと考えていた。

## ベジタリアンとしてのヒトラー
1941年7月と1944年11月の間におこなわれたヒトラーとその側近の会話が速記録として残っており、ヒュー・トレヴァー＝ローパーがそれを翻訳している（ヒトラーのテーブル・トーク）。ヒトラーがベジタリアンを自称していたという説はこの記録にもとづくものである（一方でイギリスの歴史家であるアラン・ブロックは、ヒトラーがテープレコーダーを使わせたはずがなく、残っている速記録にはマルティン・ボルマンの手が入っていると主張している）。
1941年11月11日と記されたこの速記録によれば、ヒトラーは「ひとがその生を悔やむのはいつだろう、当然こうなるものだと思っていた未来の世界が実現しえないと気づいたときなのかもしれない。しかし、肉を食べる人間に予言できることが一つだけある。未来の世界はベジタリアンのものだ」と語っている。また1942年1月12日には、「不可能であるほうがよいものが一つだけある。それはなんぱな男たちと羊肉をつつきあうことだ。お前の分だとばかりベジタリアンの私に肉をとりわけてくるに決まっている」とある。
1942年1月22日には「ライオンはせいぜい15分しか走れないが、ゾウは一日8時間も走ることができる！先史時代の我々の祖先であるサルも純然たる草食動物である。日本の相撲取りは世界でも最強に数えられる闘士であるが、彼らも野菜しか食べない。一人でピアノを動かせるトルコ人のポーターも同様である。」と菜食の優越を語っている。
これらの記録で見られる内向きの会話ではヒトラーはしきりに生野菜や果物、穀物をとることのよさについて語っていた。とくに子供と兵士には向いているという。晩餐の招待客に嫌がらせをするため、皿に並んだ肉から飛び退いてみせてからかうこともあった。また伝えられるところでは、ウクライナの屠殺場を訪れたときの様子をなまなましい物語仕立てで語って聞かせたという。
フードライターのビー・ウィルソンは、ヒトラーが「肉を遠ざけていたことは、動物への哀れみとは関係がない」と考えている。つまり、「食事どきにウクライナで訪れた屠殺場の（絵に描かれたように細部まで）自慢をするのがしばしばだった。肉が好きな客が食欲をなくすのをみて楽しんでいた」からである。しかしこの説はBBCのテレビ番組「ナチス：歴史からの警告」では支持されていない。このシリーズには好んで映画をみていたヒトラーのことを語る人間がでてくるのだが、たとえフィクションであっても、動物がひどいめにあったり死んだりという場面をみたならば、ヒトラーは誰かにその場面が終わったと教わるまで目をつむり、顔をそむけていたという証言がなされたのである。またこのドキュメンタリーはナチスが導入したドイツの動物福祉法についても言及しているが、この法律は当時としては画期的なものであった 。
1938年11月、英字誌の「ホーム・アンド・ガーデン」にヒトラーの別荘ベルクホーフについての記事が載る。それによれば「終生のベジタリアンがテーブルについたことで、キッチンは様変わりし、何かをつくるにはずいぶん気の重いところになった。食事に肉がはいっていないときでもヒトラーがかなりの食通であることはかわらず、それはジョン・サイモンとアンソニー・イーデンがベルリンの官邸でヒトラーと晩餐をともにして驚かされたときも同様だった。バイエルン出身のシェフ、ミスター・アルトゥール・カンネンベルクが工夫を凝らした菜食者のための皿の数々は美しく並び、香りが良く色も鮮やかでパレットのように目を楽しませた。すべてヒトラーがもとめた料理の水準にかなう料理ばかりだったと2人は記している」のだった。
「ヒトラーのテーブルトーク」には、ヒトラーが1942年4月25日にベジタリアニズムについて語っているとある。ローマの兵士たちは果物と穀類を食べていたという話や生野菜の重要性といった話にくわえ、彼が強調するのは自然主義者的な観察や化学的な効能といった科学にもとづいた議論だった。
同じ年の4月26日には、ヨーゼフ・ゲッベルスがヒトラーを熱心なベジタリアンだと書いている記録がある。
つづく私たちの話題は、総統というベジタリアンの難問だった。肉食が人類に有害だとますます信じ込むようになっているのだ。戦時下で食材の組み立てにかまけている暇などまったくないことはもちろんおわかりだとはいえ、それが終わればこちらに取りかかろうとするだろう。間違ってはいないだろうが、はっきりしているのは自分の意見をおしつけにするだけの議論でもとにかく影響力をもっているということだ
官房長であった（そしてヒトラーの私設秘書でもある）マルティン・ボルマンは、多くの歴史家がドイツにおけるナチス党員のナンバー2であったと考える人物であるが、ベルヒテスガーデンにヒトラーのための巨大な温室をたてて戦争が続いても新鮮な野菜や果物を供給できるようにはからっている。温室を手入れするボルマンの子供たちのささやかな写真を残して、2005年にはこの施設はまわりでナチスの指導力をうかがわせるものがみなそうであったように廃墟となっていた。
ついにヒトラーは日常生活のなかから肉を排除しようとする傾向さえみせるようになる。たとえば動物に由来する成分を含むと知るなり化粧品にも反対し、愛人であるエヴァ・ブラウンが化粧をする習慣をあげつらって困らせるのだった。戦後の回想録である「ヒトラーのエニグマ」を書いたベルギー人、レオン・ドグレルはこういう。「あの人には肉を食べることが我慢ならなかった。それは生き物の死を意味するからだ。兎やマスの一匹でも自分の食事に出すことを許さなかった。野菜のほかで食卓にならべてよいのは卵だけで、それはニワトリを殺すことなく産んだ卵を分けてもらえるからだ」。
ドイツ人の精神分析学者エーリヒ・フロムはヒトラーにとってのベジタリアニズムは姪であったゲリ・ラウバルの死を悼むための手段だったと考えている。またベジタリアニズムは自分が人を殺すことなどできない人間だということを自身やまわりに証明する方法でもあったという 。

## 疑問
ベジタリアンであり動物の権利を擁護している作家のリン・ベリーは、ヒトラーが食事の肉を減らしたことがあったからといって、その後の長い人生でまったく肉を食べなかったわけではないと主張している。ベリーがいうには、歴史家が「ベジタリアン」というときはたいてい単に肉の消費量を減らした人間のことであり、それは言葉の正しい使い方ではない。
1991年にアイザック・バシェヴィス・シンガーが亡くなると、シンガーの死亡記事をめぐって議論が起こる。まずこの作家がベジタリアンであったことが省かれているという批判があり、ついにそれはヒトラーをベジタリアンだと断定するにいたった。ニューヨーク・タイムズに一連の手紙を投稿したキャロル・ヤノヴィッツはこう書いている。「『美食家のための料理読本』(1964年）の89ページでは、ドイツのハンブルクでホテルのシェフをしていたディオンヌ・ルーカスが第二次世界大戦前のつらい倹約を回想しています。『ひな鳥の詰め物なんかみせて食欲をなくした人がいたらごめんなさい。でもヒトラー氏がとても好きなメニューだったといえば興味ももつでしょう。よくホテルに食事をしにきたんですよ。それで立派な料理にこだわらなくてもいいって言ってくれたんです』。
作家のロバート・ペインはその伝記「アドルフ・ヒトラーの生と死」(1973)のなかで、禁欲的なベジタリアンというヒトラーのイメージは、宣伝大臣であったゲッベルスによって周到につくりあげられたものだという仮説を述べている。
「禁欲主義はヒトラーがドイツに投影していたイメージを形成するために重要な役割を果たした。広く信じられている伝説のなかのヒトラーは、煙草も酒もやらない人間で、肉も口にせず女性とは関係をもたないことになっていた。最初のものだけが正しい。ヒトラーはビールを飲んだし、薄めたワインもよく嗜んだ。バイエルン・ソーセージをことのほか喜んだし、愛人だって手放すことはなかった…。彼の禁欲主義はゲッベルスが総合的な敬意を高めるためにつくりだしたまやかしである。自制心や他者との距離などもそうだ…実際のところヒトラーは禁欲のこころなどかけらも持ち合わせておらず、自分をいたずらに甘やかしていた。その上やたらと太ったヴィリー・カンネンベルクというコックは、すばらしい料理もつくれば宮殿お抱えの道化役もこなせる男だった。ヒトラーはあまり肉は好まなかったが、ソーセージのかたちをしていれば話は別だった。魚も身は食べずにキャビアを楽しんだのである…(p. 346)」
またOSSの精神分析家が著した『アドルフ・ヒトラーの精神』には、「もし彼[ヒットラー]が肉やアルコールを口にせず、煙草も吸わないというのならば、それは無意識にある種の抑制がはたらいていたせいではなく、それが健康増進につながると信じていたからだ。肉などを控えたのは、偉大なドイツ人であるリヒャルト・ワーグナーに倣ってのことである。あるいは摂生することで新たなドイツ帝国をつくりあげることができるだけの気力や体力を取り戻すことができることに気づいていたからだ、といえる」とある。
1996年4月14日のニューヨーク・タイムズ日曜版では、ヒトラーの食事について書かれた記事（初出は1937年3月30日の「総統とお家で」）が紹介された。「ヒトラーがベジタリアンで、酒も煙草もやらないというはとても有名です。ですから昼食も夕食も、ほとんどがスープ、鶏卵、野菜、ミネラルウォーターといったものになります。たまにはハムを一切れ口に運んだり、味気ない食事をキャビアのようなごちそうで紛らわすこともありました…」
1942年にヒトラーの秘書となったトラウデル・ユンゲは彼が「いつも肉を避けていた」と記しており、さらにオーストリア人のコック、クリューメルはブイヨンにわずかな肉や脂をくわえ、ヒトラーの食事に出すことがあったという。「ほとんどの場合総統はそのごまかしに気づいて、ひどくいやがり、お腹を気にしていました。けっきょくスープはそのまま片付けさせ、マッシュポテトだけ食べたのです」。
1943年にヒトラーの栄養士になっているマレーネ・フォン・エクスナーはそれと知らずにスープに骨髄を足したといわれている。マレーネが菜食を「見下していた」ためだという。
1936年から1945年にヒトラーが自殺するその直前まで、そのかかりつけ医であったテオドール・モレルは動物性の成分をふくむ「いんちきなサプリメント」を処方していた。動物由来のグルコノムなどをふくむ市販の強壮剤をモレルは毎日注射してもいる。注射可能物質にはビタミンB1、ビタミンB2、ビタミンC、心臓、副腎、肝臓、膵臓が含まれていた。ほかにも胎盤やウシ由来のテストステロン、精嚢、前立腺を含む調合薬が抑鬱を治療するために注射されている。当時は動物の腺から抽出されたものは「若さのエリクシル」になると一般に信じられていたのである。
ヒトラーの政策がベジタリアニズムよりだったかどうかについてはいまも疑問が残る。英国ベジタリアン協会は、ヒトラーはドイツにおけるベジタリアンの団体を弾圧し、解散させたと主張している。たとえば「Vegetarier-Bund Deutschlands」（ドイツ・ベジタリアン同盟）はナチスによって1936年に解散させられている。また、フランクフルトで出ていた主要なベジタリアン雑誌も発売禁止となった。しかし集会の禁止は全ての独立系組織に対して適用されており、ヒトラーが個人的に支持していたベジタリアニズムに敵意が向けられたという証拠にはならない。先の「Vegetarier-Bund Deutschlands」の活動がやっと合法となるのはナチスが第二次世界大戦で敗れる後の1945年になってからのことだった。

## マルゴット・ヴェルクの証言
2012年、ベルリン在住の95歳の女性、マルゴット・ヴェルクが、かつてヒトラーの毒味役であったことを公表した。1943年から1944年の約2年間、ヒトラーが東部戦線の指揮をとった現ポーランド北部の司令部・ヴォルフスシャンツェで毒見を行っていたといい、「ヒトラーは菜食主義者で、アスパラガスやニンジンの料理が多く、肉はなかった」と証言している。

## 書誌情報
- Ferguson, R. (2001). Hitler Was A Vegetarian. Famedram Publishers Ltd. ISBN 0-905489-71-3
- Wilson, B. (1996). “Mein Diat (Adolf Hitler's diet)”. New Statesman (New Statesman Ltd) 127 (4406):  40-42.  オリジナルの2005年1月30日時点におけるアーカイブ。.